# Élections législatives de 1924 dans le Lot
Les élections législatives de 1924 ont eu lieu le 11 mai.

## Élus
|   | Député sortant |  | Groupe parlementaire             | Député élu   |  | Groupe parlementaire          |
| - | -------------- |  | -------------------------------- | ------------ |  | ----------------------------- |
| 1 | Joachim Murat  |  | Non-inscrits                     | Louis Malvy  |  | Radical et radical-socialiste |
| 2 | Louis Delport  |  | Républicains de gauche           | Armand Bouat |  | Radical et radical-socialiste |
| 3 | Émile Delmas   |  | Gauche républicaine démocratique | Élie Calmon  |  | Parti socialiste              |

## Résultats départementaux

### Par listes
| Listes         | Listes                                 | Premier tour | Premier tour | Sièges |
| Listes         | Listes                                 | Voix         | %            | Sièges |
| -------------- | -------------------------------------- | ------------ | ------------ | ------ |
|                | Liste du Bloc des Gauches              | 28 022       | 55,49        | 3      |
|                | Liste républicaine de Défense agricole | 21 262       | 42,11        | 0      |
|                |                                        |              |              |        |
| Inscrits       | Inscrits                               | 60 207       | 100,00       | 3      |
| Votants        | Votants                                | 51 247       | 85,12        |        |
| Abstention     | Abstention                             | 8 960        | 14,88        |        |
| Blancs et nuls | Blancs et nuls                         | 752          | 1,47         |        |
| Exprimés       | Exprimés                               | 50 495       | 98,53        |        |

### Par candidats
| Candidat       | Candidat       | Tendance       | Premier tour | Premier tour |
| Candidat       | Candidat       | Tendance       | Voix         | %            |
| -------------- | -------------- | -------------- | ------------ | ------------ |
|                | Louis Delport  | AD             | 21 948       | 43,47        |
|                | Émile Delmas   | AD             | 22 382       | 44,33        |
|                | Joachim Murat  | FR             | 19 456       | 38,53        |
|                |                |                |              |              |
|                | Louis Malvy    | PRRRS          | 27 229       | 53,92        |
|                | Armand Bouat   | PRRRS          | 28 797       | 57,03        |
|                | Élie Calmon    | SFIO           | 28 141       | 55,73        |
|                |                |                |              |              |
| Inscrits       | Inscrits       | Inscrits       | 60 207       | 100,00       |
| Votants        | Votants        | Votants        | 51 247       | 85,12        |
| Abstention     | Abstention     | Abstention     | 8 960        | 14,88        |
| Blancs et nuls | Blancs et nuls | Blancs et nuls | 752          | 1,47         |
| Exprimés       | Exprimés       | Exprimés       | 50 495       | 98,53        |